# Вэркы-Кэлькы (приток Ратты)
Вэркы-Кэлькы (устар. Мэрхы-Хэй-Кы) — река в России, протекает по территории Красноселькупского района Ямало-Ненецкого автономного округа. Устье реки находится в 74 км по правому берегу реки Ратта на высоте 62 метра над уровнем моря. Длина реки составляет 43 км.
В среднем течении по обоим берегам располагаются болота. Основной приток — река Локатмотылькикэ (левый).

## Данные водного реестра
По данным государственного водного реестра России относится к Нижнеобскому бассейновому округу, водохозяйственный участок реки — Таз. Речной бассейн реки — Таз.
Код объекта в государственном водном реестре — 15050000112115300064157.